# Löcknitz (dopływ Łaby)
Löcknitz (pol. hist. Łęczna) – rzeka o długości 66 km w północno-wschodnich Niemczech (Meklemburgia-Pomorze Przednie, Brandenburgia, Dolna Saksonia), prawy dopływ Łaby.